# Марионетки мироздания
«Марионетки мироздания», другой перевод «Космические марионетки» (англ. The Cosmic Puppets) — научно-фантастический роман американского писателя-фантаста Филипа К. Дика, опубликованный в 1957 году издательством Ace Books в виде двойной книги Ace Double D-249 (формат dos-à-dos), вместе с романом «Саргассы в космосе» писательницы Андре Нортон.
Сюжет романа строится на том, что главный герой, вернувшись в город детства, обнаруживает на его месте иллюзорное поле битвы высших космических начал зороастрийской мифологии, Ормазда и Архимана. Роман был вдохновлён космогонией зороастризма и рассказывает о тысячелетней борьбе между противоположными божествами; позже данная тема снова рассматривается в последующей работе Дика «Всевышнее вторжение» (1981).

## Сюжет

Роман был навеян космогонией зороастризма. На данной фотографии запечатлена борьба Ормазда и Архимана соответственно. Рельеф в Персеполе (XII—VI в. до н. э.)

Спустя несколько лет после того, как главный герой Тед Бартон покинул свой родной город Миллгейт (что в штате Виргиния), он вновь решает вернуться туда со своей женой Пег. По возвращении в Миллгейт Тед замечает, что город странным образом изменился: названия всех улиц, магазинов, а также ориентиры, теперь не существуют в привычном для героя виде, а у самих жителей отсутствуют воспоминания о прошлой жизни Миллгейта. В архивах газеты Питер обнаружил, что он умер в возрасте девяти лет от скарлатины. Пег проявляет нетерпимость к интересу мужа и бросает его, пока он исследует город.
Далее Бартон знакомится с тремя персонажами: семейный врач доктор Мид, его дочь Мэри и местный пьяница Уильям Кристофер. Однако у Мэри есть грозный двойник Питер Триллинг, ложный молодой отпрыск владельца городской гостиницы. После приезда Бартона в город единственный путь из Миллгейта был заблокирован угнанным лесовозом. Вскоре Бартон обнаруживает, что Кристофер помнит о прошлом города, которое стёрли из памяти жителей.
Кристофер вспоминает некое событие под названием «перемена», которое произошло восемнадцать лет назад, когда Бартон покинул Миллгейт. Также он вспомнил, что в прошлой жизни он был электриком, но сейчас работает над тем, чтобы вернуть Миллгейт к прежнему состоянию существования. Доктор Мид и Мэри также имеют ту же повестку дня, что и пациенты «Тенистого дома» Мида, которые оказываются «странниками» — бестелесными бывшими обитателями стёртого былого Миллгейта; они способны общаться с Мэри и некоторыми другими жителями города. Бартон способен вернуть некоторые объекты связанные с городом, а также стёртый парк, но в этот момент Мэри ему рассказывает, что она знает об изменениях, которые были изначально в Миллгейте.
Мэри и Питер фактически вовлечены в низкоинтенсивную сверхъестественную опосредованную войну друг против друга. Она может использовать только пчёл, мотыльков, кошек и мух против контроля Питера над големами, пауками, змеями и крысами, и поначалу, кажется, Питер убивает Мэри через своих слуг. Однако даже этого травмирующего события недостаточно, чтобы доктор Мид отказался от утешительной иллюзии своей фальшивой человеческой личности. Вскоре над Миллгейтом нависают две громадные сверхъестественные сущности, и Бартон понимает, что Мид является одним из них, а Питер Триллинг возвращается к своему зловещему божественному «Я». Он использует своих слуг, чтобы напасть на Бартона, Кристофера и странников, но останавливается, когда Мид внезапно вспоминает своё прошлое и восстанавливает свою божественную личность.
В развязке Миллгейт оказывается под перекрёстным огнём битвы между близнецами, но диаметрально противоположными полубогами, Архиманом («разрушительным духом») и Ормаздом («создателем») Зурванизма. В конце концов Ормазд торжествует, и Мария раскрывает свою истинную личность как мессианская дочь Ормазда, Армаити, и именно она организовала изгнание Бартона и возвращение в город, когда пришло время свергнуть ложную иллюзию Архимана. Прошлый Миллгейт возвращается к своему прежнему виду, Кристофер возобновляет свою карьеру электрика, забывая, что были изменения города, и Бартон покидает Миллгейт, восстановив «истинную» природу местного общества, какой она была.

## История публикации

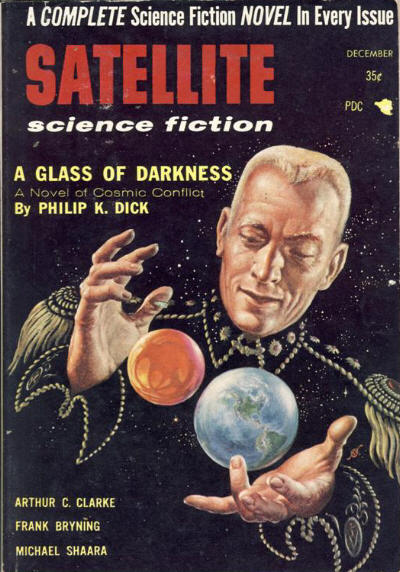
Обложка журнала Satellite Science Fiction, в котором изначально издавался роман под названием «Зеркало тьмы» в декабре 1956 года

Первая короткая версия романа была опубликована в журнале Satellite Science Fiction под названием «Зеркало тьмы» в декабре 1956 года. Однако Дик начинал писать его ещё в 1953 году — то есть это самый ранний научно-фантастический роман писателя, который был издан раньше, чем «Солнечная лотерея».
Расширенная и переделанная версия романа была опубликована в 1957 году в виде книги в твёрдой обложке под названием «Марионетки мироздания». Кэлвин Нокс делая рецензию для Science Fiction Adventure на переделанный роман писал, что «версия книги, появившаяся в прошлом году в Satellite Science Fiction, претерпела значительное редакционное изменение; это, кажется, оригинальный нераскрытый проект Дика».

## Приём критиков
Лаборатория фантастики

 Goodreads
Редактор Fantasy & Science Fiction Энтони Бучер писал о романе следующее: «Когда вы вернётесь в маленький городок, где вы родились и обнаружите, что улицы и люди полностью изменились, а также найдёте 18-летний некролог о себе в местной газете — ну, это, мягко говоря, жуткая ситуация, и Мистер Дик развивает его с приятным ворчанием и леденящими душу намеками на космическую битву между добром и злом». П. Скайлер Миллер в своей рецензии для журнала Astounding Science Fiction назвал роман фэнтезийным: «„Око небесное“ я бы отнёс к научной фантастике; а это нет». Кэлвин Нокс вторит Миллеру на счёт направления, но в целом положительно отозвался о романе Дика, описав его как «фэнтези в неизвестной традиции, развёрнутой со строгой логикой лучших из ведущих романов этого журнала, и это делает захватывающее чтение для тех, кто любит случайные чистые фэнтези». Также он выделил стиль повествования описав его «жёстким, нервным, неотразимым».